# Roland D-50
Roland D-50 (рус. разг. полтинник) — цифровой полифонический субтрактивный синтезатор, выпущенный компанией Roland в апреле 1987 года. Его функции включают субтрактивный синтез , встроенные эффекты, джойстик для управления данными и дизайн в стиле аналоговых синтезаторов. Он также выпускался в стоечном исполнении D-550 (1987–1990) с почти 450 настраиваемыми пользователем параметрами.
Возможности D-50 можно было расширить за счет подключения сторонних продуктов Musitronics, в первую очередь M-EX, который делал D-50 мультитембральным и расширял память патчей, а также как чип, улучшающий реакцию D-50 на входящие MIDI-команды. Также можно было подключить внешний программатор Roland PG-1000 для более сложных манипуляций с его звуками

## Возможности
D-50 стал первым полностью цифровым синтезатором компании Roland. Помимо этого, синтезатор был одним из первых машин без сэмплирования , которые могли воспроизводить звуки с характеристиками, основанными на семплах. Инновационная технология синтеза «LA» (Linear Arithmetic) позволяла пользователям создавать уникальные звуки благодаря обширным наборам сэмплов, виртуальных аналоговых сигналов и встроенных эффектов.
D-50 воспроизводит гибридный «аналоговый/цифровой» звук: можно использовать традиционные прямоугольные и пилообразные волны вместе с ИКМ-сэмплами реального переходного процесса атаки акустических инструментов, модифицированного LFO, TVF, TVA, кольцевым модулятором, эффектами и т. д. Этот прорыв привел к созданию совершенно новых звуков, никогда ранее не использовавшихся ни в аналоговых синтезаторах, ни в цифровых сэмплерах.
Каждый патч состоит из двух «тонов» — верхнего и нижнего, а каждый тон состоит из двух «частей». Каждая часть может быть либо «синтезаторной волной» (квадратная с переменным импульсом, либо пилообразная после обработки фильтром) и фильтром, либо цифровой волной ИКМ (сэмплированная переходная атака или зацикленная форма волны сустейна). Частицы могут быть организованы в соответствии с одним из семи возможных алгоритмов с комбинацией формы волны ИКМ или синтезированной формы волны с возможностью одновременной кольцевой модуляции двух частей. Синтезированные сигналы могут быть модулированы по ширине импульса и пропущены через цифровую математическую аппроксимацию фильтра низких частот, что позволяет проводить субтрактивный синтез.
D-50 полностью совместим с MIDI, хотя передаёт только по одному каналу. Клавиатура чувствительна к скорости нажатия и послекасанию, а клавиши были слегка утяжелены для лучшей чувствительности. Синтезатор содержит 64 встроенных патча, а с помощью дополнительных карт расширения RAM можно сохранить ещё 64 патча. Для резервного копирования памяти используется литиевая батарея CR2032.

## Преемники
Вскоре после выхода D-50 Roland выпустила серию бюджетных версий синтезатора: Roland D-10 (1988), D-110 (рэковая версия D-10) (1988 г.) D-20 (1988 г.), D-5 (1989 г.), МТ-32. Хотя эти недорогие синтезаторы серии D не содержали технологии синтеза «LA», каждый из них был мультитембральным из 8 частей. Также Roland удвоила количество встроенных сэмплов ИКМ.
8 сентября 2017 года Roland анонсировала Roland D-05  — миниатюрную версию D-50, задуманную в рамках серии Boutique. Инструмент включает в себя оригинальные пресеты D-50, а также все расширения ПЗУ, созданные для него. Инструмент был выпущен в октябре 2017 года.
Также в 2017 году Roland выпустила версию D-50 с плагином VST , загружаемым  через их веб-сайт Roland Cloud.

## Роль в музыке
D-50 использовался в популярной музыке многими исполнителями, включая Жана-Мишеля Жарра, Принса, Стинга, Майкла Джексона, Queen и Энию.
Пресеты D-50, созданные Эриком Персингом и Адрианом Скоттом, были хорошо восприняты сообществом, и большинство из них можно услышать во многочисленных коммерческих альбомах конца 1980-х. Заводские пресеты D-50, такие как «Digital Native Dance», «Staccato Heaven», «Fantasia», «Pizzagogo», «Glass Voices» и «Living Calliope», оставили важное наследие в музыке. Пресет «Pizzagogo» был использован Стингом в песне Englishman In New York . После этого в песне Энии Orinoco Flow , как известно, использовался «Pizzagogo» с подчеркнутой атакой. Группа Queen представила «Pizzagogo» в песне The Miracle.